# Alte Schachtschleuse Henrichenburg
Die Alte Schachtschleuse Henrichenburg ist ein ehemaliges Abstiegsbauwerk am Abzweig des Rhein-Herne-Kanals vom Dortmund-Ems-Kanal. Die Schleuse ist nicht mehr in Betrieb, aber seit 1990 eingetragen als technisches Kulturdenkmal und als Industriedenkmal erhalten. Zusammen mit dem Schiffshebewerk Henrichenburg von 1899 ist sie Teil des Schleusenparks Waltrop, zu dem noch zwei jüngere Abstiegsbauwerke gehören.

## Geschichte
1905 fasste der Preußische Landtag den Beschluss, ein Reservebauwerk zu errichten, das im Fall einer Betriebsstörung am Hebewerk dessen Funktion übernehmen könnte.
Nachdem 1908 die Ausschachtungsarbeiten für das neue Bauwerk begonnen hatten, konnte 1914 die Schachtschleuse in Betrieb genommen werden. Sie war zu der Zeit eine der beiden größten Sparschleusen der Welt. Ihr Schwesterbauwerk war die Schachtschleuse Minden am Mittellandkanal, die etwa zur gleichen Zeit gebaut wurde.
1990 erfolgte die Stilllegung und der Teilrückbau der Schleuse, wobei die nordöstlichen Sparbecken einem Parkplatz weichen mussten. Das Klapptor am Oberhaupt wurde ausgebaut und weiter verwendet zum Absperren des neu angelegten Museumshafens am alten Hebewerk. Nach Trockenlegung der Anlage kann man heute auf einem Fußweg durch die frühere Schleusenkammer hindurchgehen. Sie ist als Rampe angelegt und dient Wassersportlern zum Tragen ihrer Boote, wozu im Ober- und Unterwasser Anlegestege vorhanden sind. Dabei können die alten schifffahrtstechnischen Ausrüstungen der Schleusenkammer in direkten Augenschein genommen werden.

## Architektur
Das mit Sandsteinquadern verblendete Bauwerk am Unterhaupt der Schleuse erinnert an ein Burgtor. Der Bezug zur Vergangenheit und die historistische Ausschmückung technischer Bauwerke charakterisieren das zeitgenössische Architekturverständnis. Der Bau weist zwei Türme mit geschweifter Haube auf, die die Gegengewichte für das Hubtor enthalten. Der die Türme verbindende Mittelteil ist im oberen Bereich wie ein mittelalterliche Wehrgang gestaltet. Darunter ist das Relief des Preußischen Adlers eingelassen. Nach unten schließt sich ein balkonartiger Vorbau an, der über zwei seitliche Freitreppen zu erreichen ist. An der Frontfassade ist ein Relief eingelassen, dessen von zwei Steinfiguren eingerahmter Text lautet:
Erbaut unter der Regierung

Wilhelm II.

Deutschen Kaisers – König von Preußen

1909–1914
Die tunnelartige untere Schleusenausfahrt ist stilistisch in den Bau einbezogen. Der Schlussstein auf dem Torbogen wurde als Porträt-Maske gestaltet, die nach Eckhard Schinkel den Ingenieur Rudolph Haack darstellt. Haack war schiffbaulicher Berater des deutschen Kaisers und als Gutachter am Projekt Schiffshebewerk Henrichenburg beteiligt.

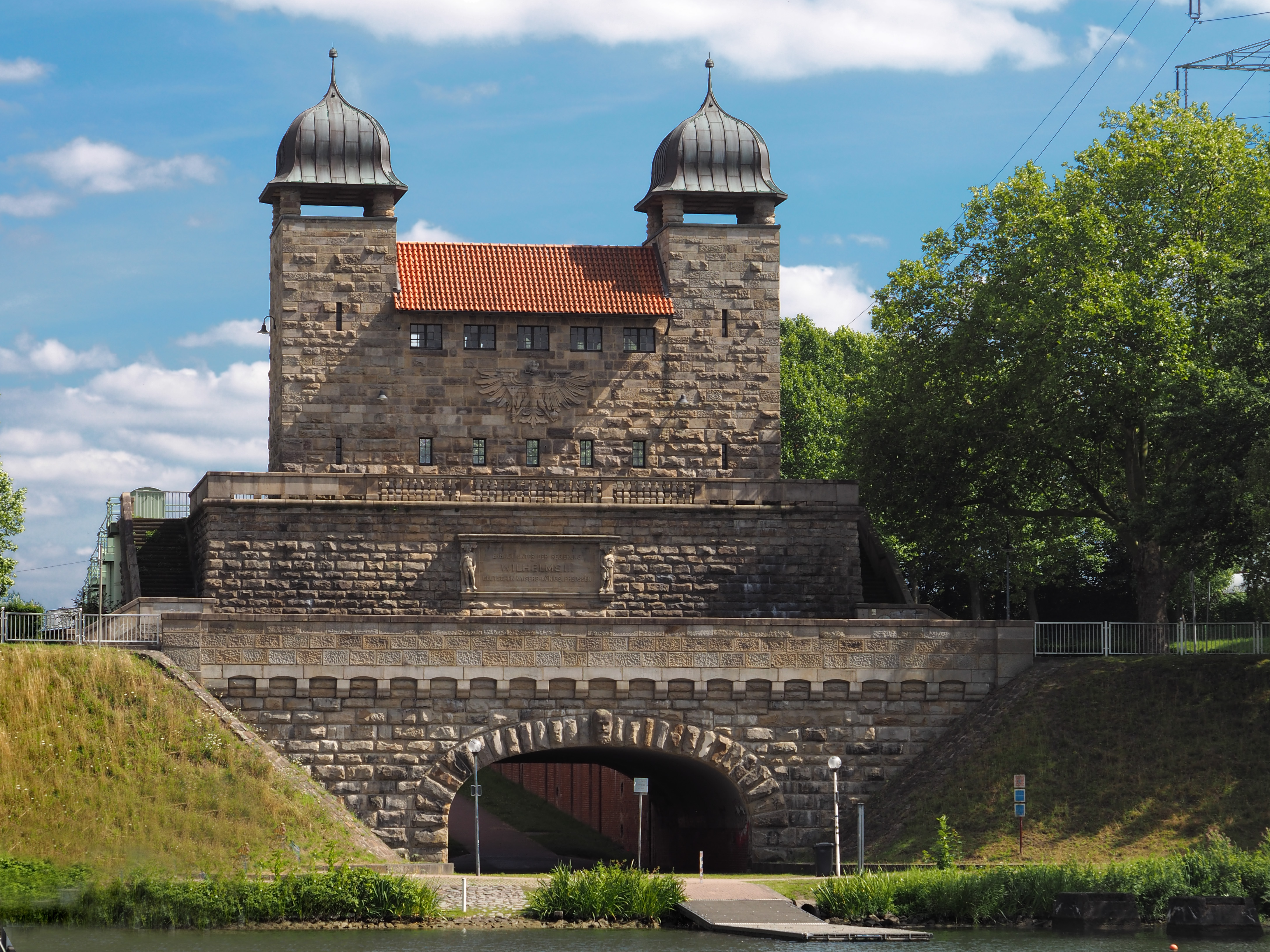
Blick auf die Nordwestseite der Schleuse (Unterwasser)
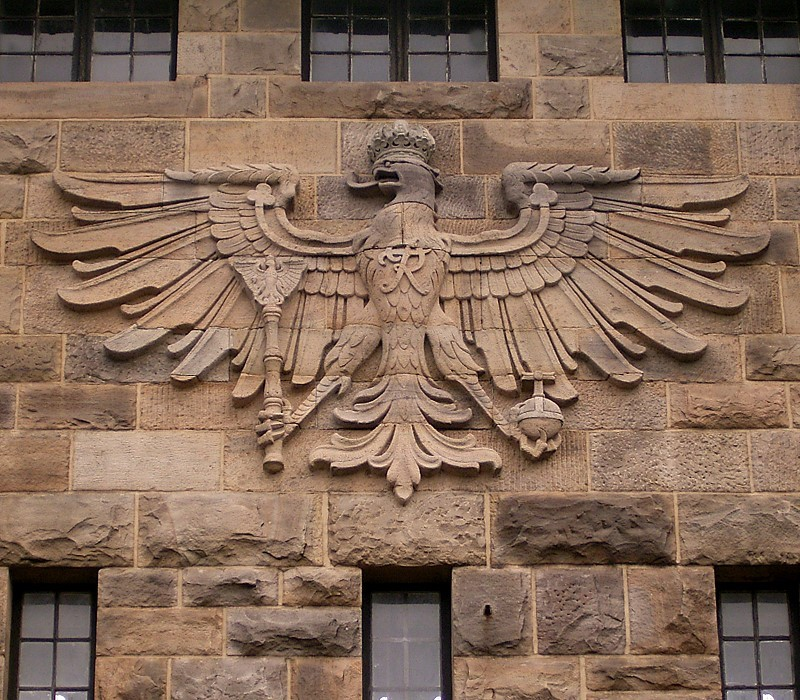
Preußischer Adler mit Königsmonogramm
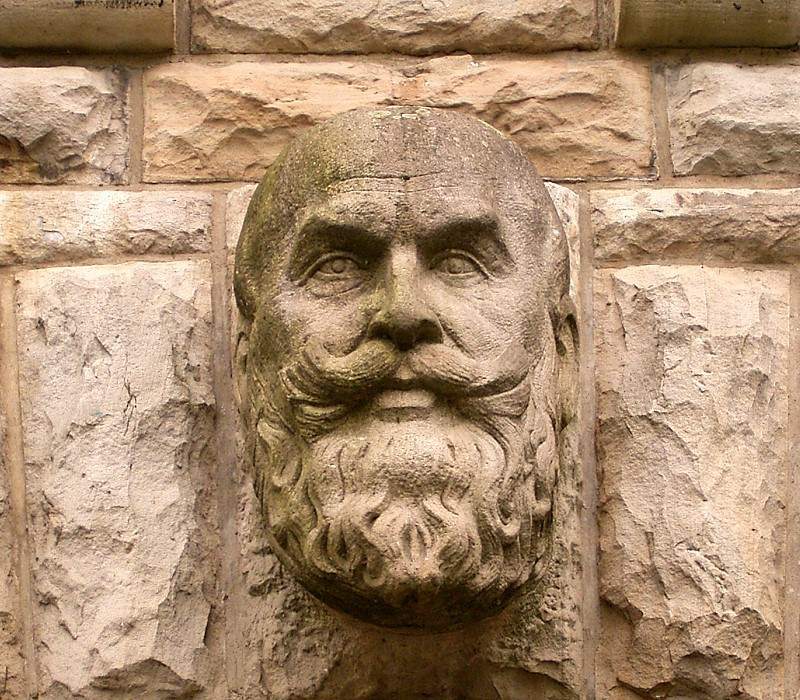
Porträt-Maske von Rudolph Haack

## Technik
Wegen der großen Fallhöhe von über 14 Metern wurde die Schleuse als Sparschleuse konstruiert. Eine einfache Schleuse hätte bei jedem Schleusenvorgang zu großen Wasserverlusten des oberen Kanalteils (Oberwasser) geführt. Mit Hilfe von seitlich angebauten Sparbecken konnte man den Wasserverlust um 70 Prozent reduzieren. Dabei wird beim Absenkvorgang das Schleusenwasser in fünf Ebenen gespeichert. Nur ein Teil der Gesamtwassermenge fließt am Ende in den unteren Kanalteil (Unterwasser) ab. Beim Hubvorgang kann Wasser aus den Sparbecken dann wieder in die Schleusenkammer eingeleitet werden. Nur für die letzten Meter des Hubvorgangs wird Wasser aus dem Oberwasser entnommen.

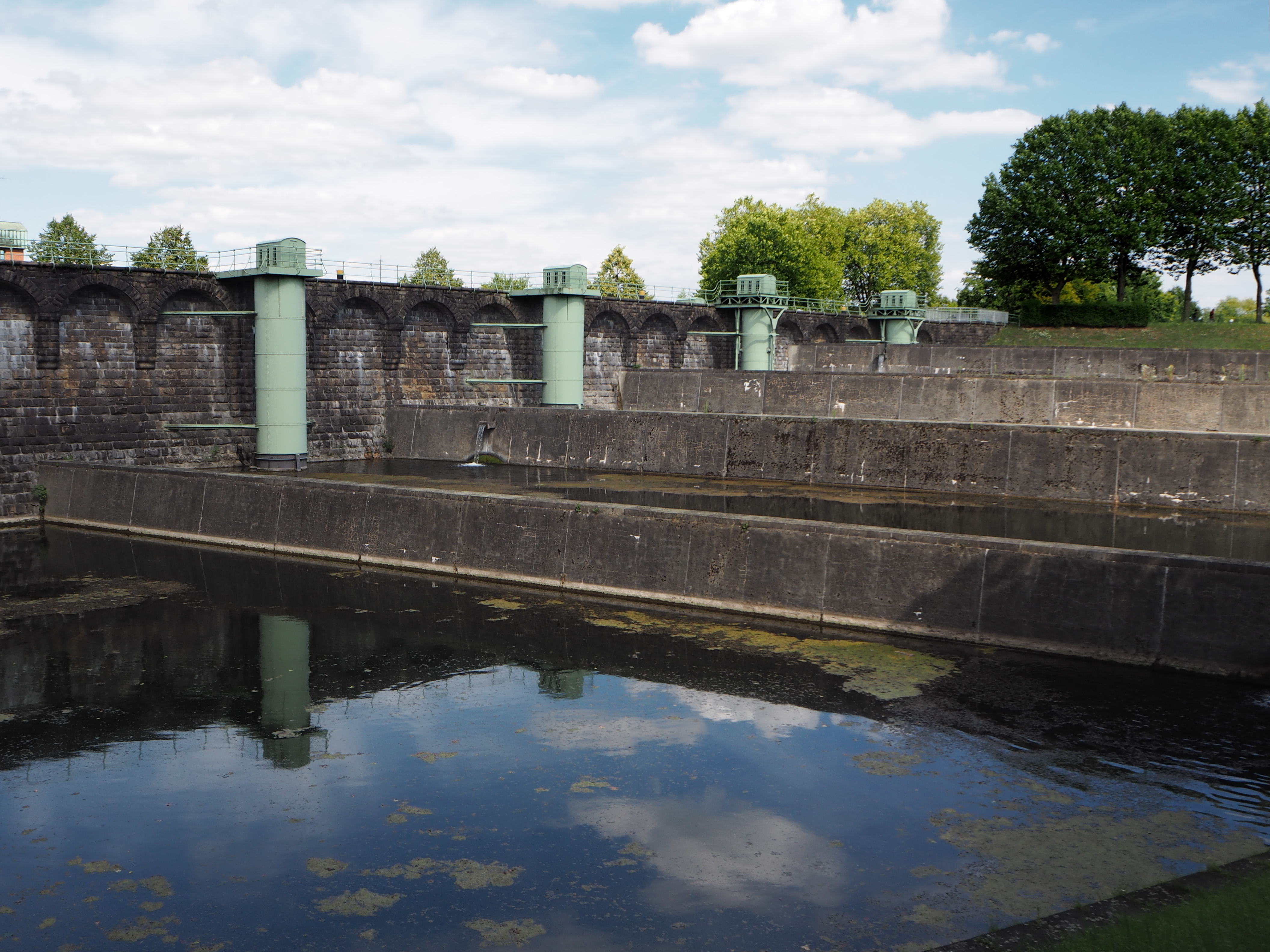
Sparbecken in fünf Ebenen minimieren den Wasserverlust.
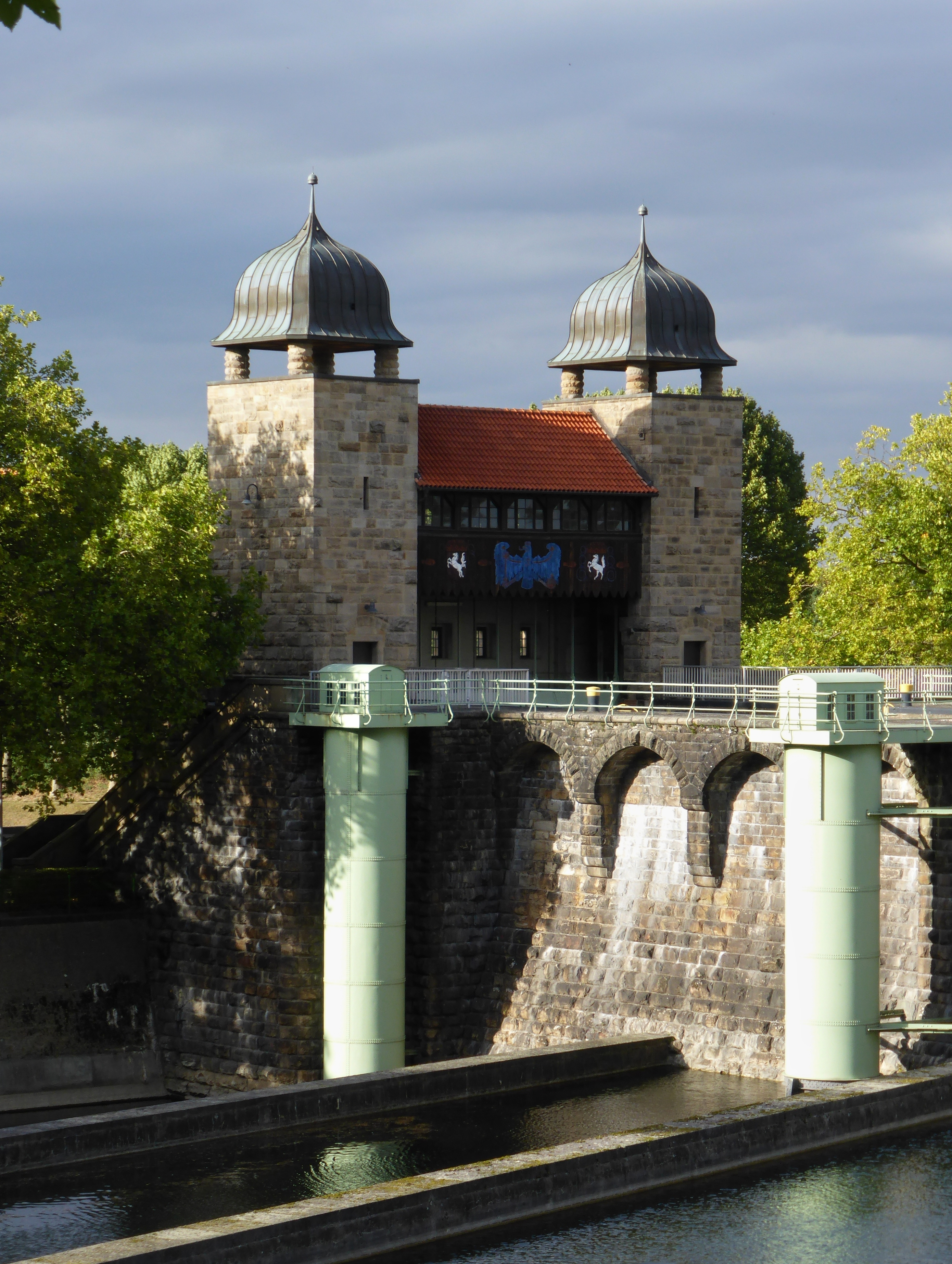
Lage der Sparbecken seitlich der Schleuse
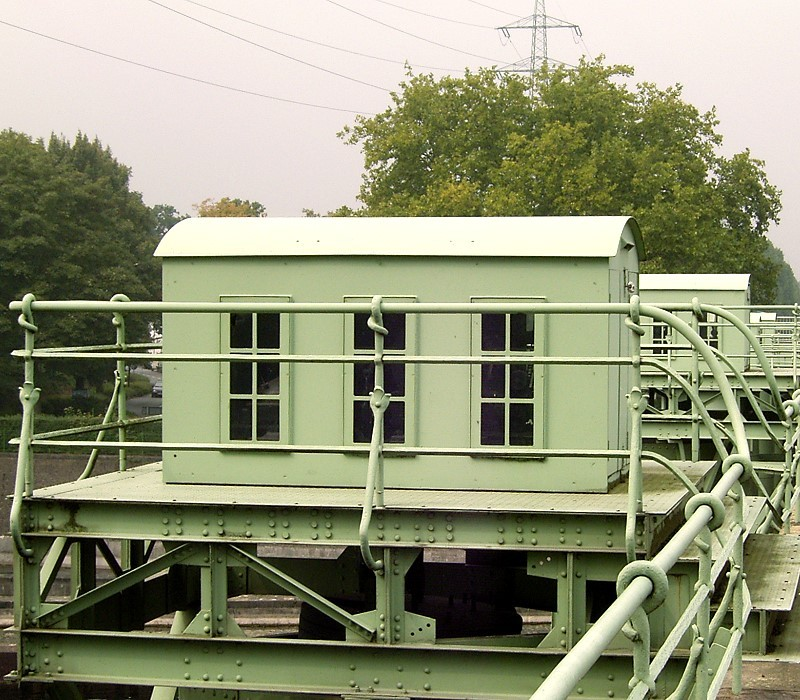
Häuschen zur Steuerung der Sparbecken